# Hegemonia

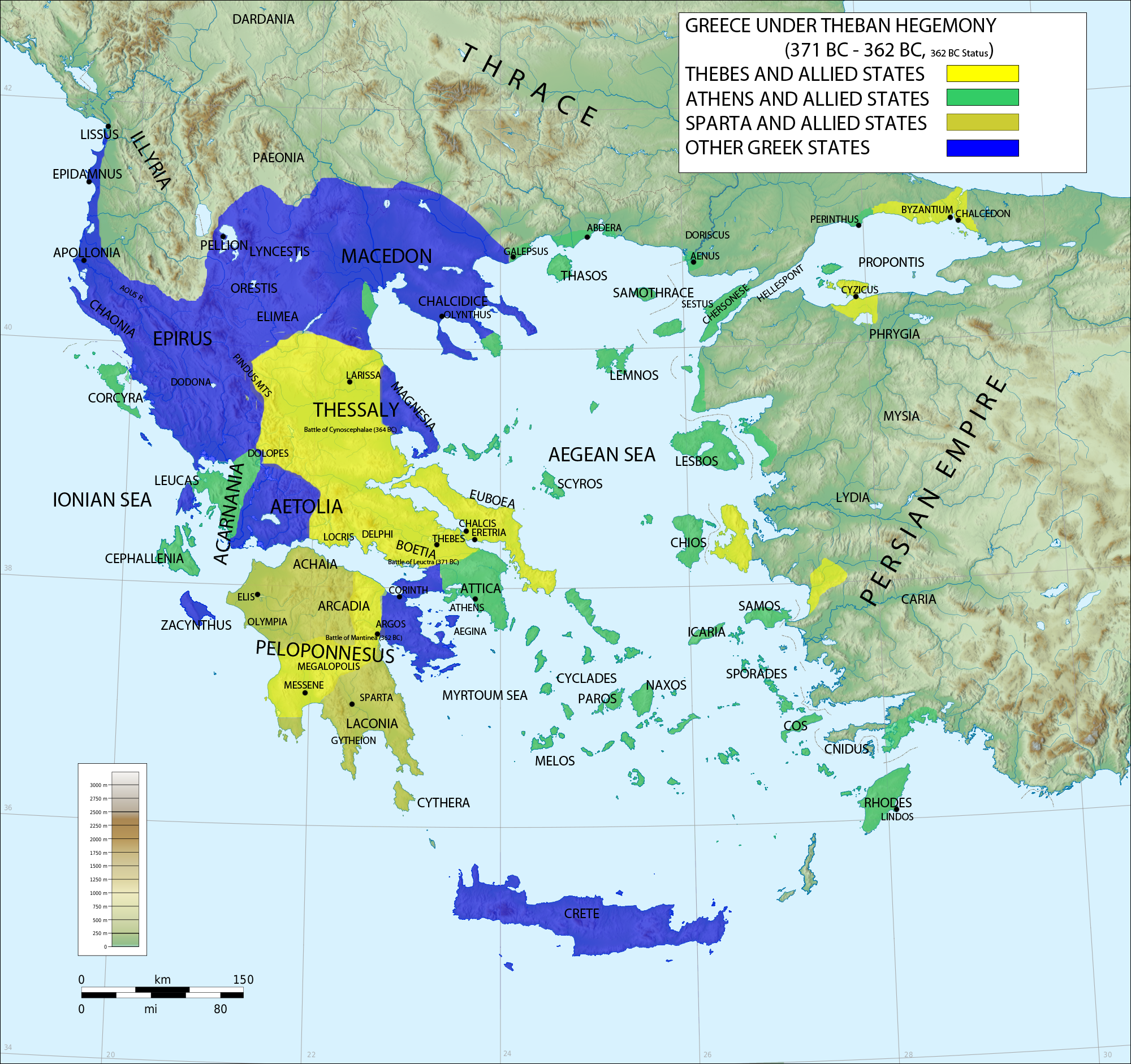
Hegemonie Teb

Hegemonia – termin pochodzi z języka greckiego (ηγεμονία), w starożytnej Grecji oznaczał przywództwo jednego państwa nad innymi, które poddają się jego kierownictwu. Hegemonia była związana z rywalizacją dwóch najsilniejszych państw-miast: Aten (Związek Morski) i Sparty (Związek Peloponeski) oraz okresowo Teb (Związek Beocki).
Współcześnie termin hegemonia oznacza również: zwierzchnictwo, przewodnictwo, przywództwo danego państwa nad innymi które je dobrowolnie uznają; lub przeważający wpływ, supremację, dominację jednego państwa nad innymi, prymat w polityce międzynarodowej uzyskane przy pomocy groźby lub użycia siły.

## Przykłady hegemonii
- Sparta w wyniku wojny peloponeskiej zdobyła w 404 p.n.e. 30-letnią hegemonię w Grecji.

W nowożytności (m.in. na podstawie teorii cykli hegemonicznych G. Modelskiego, oraz teorii systemów-światów Immanuela Wallersteina) można wyróżnić następujące globalne hegemonie („porządki światowe”):
- Portugalia – hegemonia w latach 1516-1539[7] zakwestionowana przez Hiszpanię.
- Hiszpania – hegemonia w latach 1559-1643 (w latach 1580-1640 w unii personalnej z Portugalią – unia iberyjska)[8][9]; 1621-40 zakwestionowana przez Anglię, Holandię i Francję[10][11][12][13].

- Niderlandy – hegemonia w latach 1648-1688 – zakwestionowana przez Anglię i Francję[14][15].
- Francja – światowa dominacja w latach 1659-1714[16].
- Wielka Brytania – lata: 1763[17] lub 1815[18] – 1914. Do 1815 blokowana przez Francję, a do 1856 – przez Rosję; 1889-1904 zakwestionowana ponownie przez Francję, Rosję; a także Niemcy, a po 1904 – przez USA i Japonię[3][19][20], przy czym z dwóch najsilniejszych potencjalnych rywali ostatecznie przeciwnikiem Wielkiej Brytanii w I i II wojnie światowej stały się Niemcy, zaś sojusznikiem – USA[21].
- Stany Zjednoczone – 1945[22]-1947 (zakwestionowana przez ZSRR – zimna wojna); po roku 1991[23].
Potencjalni rywale – główni: Chińska Republika Ludowa, Unia Europejska i pozostali: Rosja, Japonia, Indie[24][25].

Lista głównych mocarstw i pretendentów do hegemonii globalnej w latach 1895-1985.
| Państwo                  | główne mocarstwo                 | globalny pretendent |
| ------------------------ | -------------------------------- | ------------------- |
| Austro-Węgry             | 1895-1918                        | –                   |
| Francja                  | 1895–1940 1945-1985              | 1895–1940           |
| Wielka Brytania          | 1895-1985                        | 1895-1945           |
| Niemcy (w tym RFN)       | 1895-1918; 1925-1945 (1965-1985) | 1895-1945           |
| Rosja/ ZSRR              | 1895-1917 1922-1985              | 1895-1985           |
| Włochy                   | 1895-1943                        | –                   |
| Stany Zjednoczone        | 1895-1985                        | 1945-1985           |
| Japonia                  | 1895-1945 (1965-1985)            |                     |
| Chińska Republika Ludowa | 1950-1985                        |                     |